# Jeanne-Philiberte Ledoux
Jeanne-Philiberte Ledoux, född 1767 i Paris, död den 12 oktober 1840 i Belleville, var en fransk målare. 
Ledoux' stil liknar mycket Jean-Baptiste Greuzes som hon var elev till. Hon övergav dock så småningom de moraliserande genremotiv som denne målare uppskattade samt allegoriska tema som var i ropet under 1700-talet för att istället måla porträtt och miniatyr. Hon målade bland annat den franske politikern Dantons porträtt.
Hon ställde ut på Parissalongen för första gången år 1793. Hon bidrog sedan regelbundet, fram till 1823 på Salon de Douai. Hon dog utblottad år 1840.
Jeanne-Philiberte Ledoux finns representerad bland annat på Nationalmuseum i Stockholm.

## Verk av Ledoux

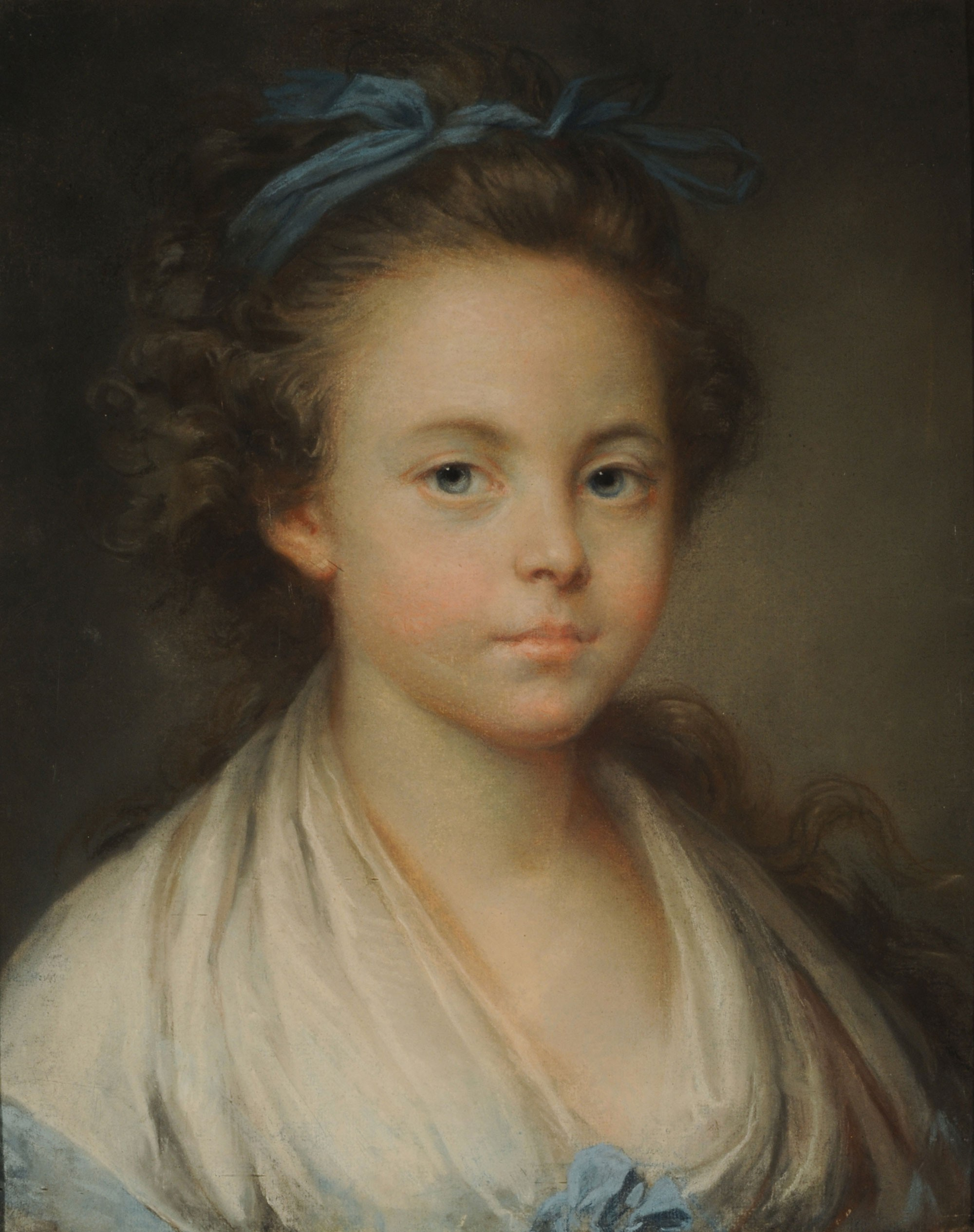
Porträtt av en flicka, pastell av Jeanne-Philiberte Ledoux
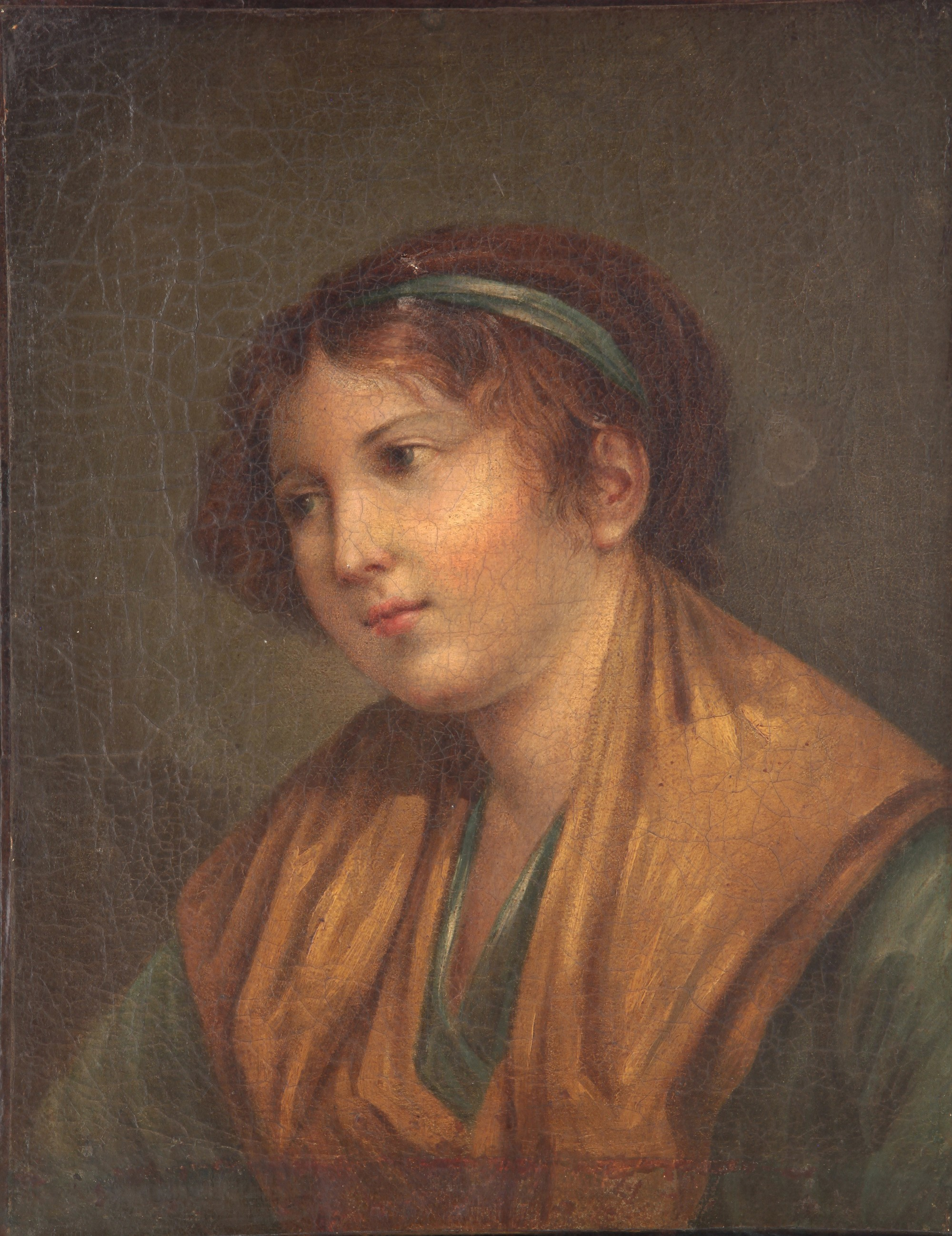
Porträtt av en flicka, målad av Jeanne-Philiberte Ledoux
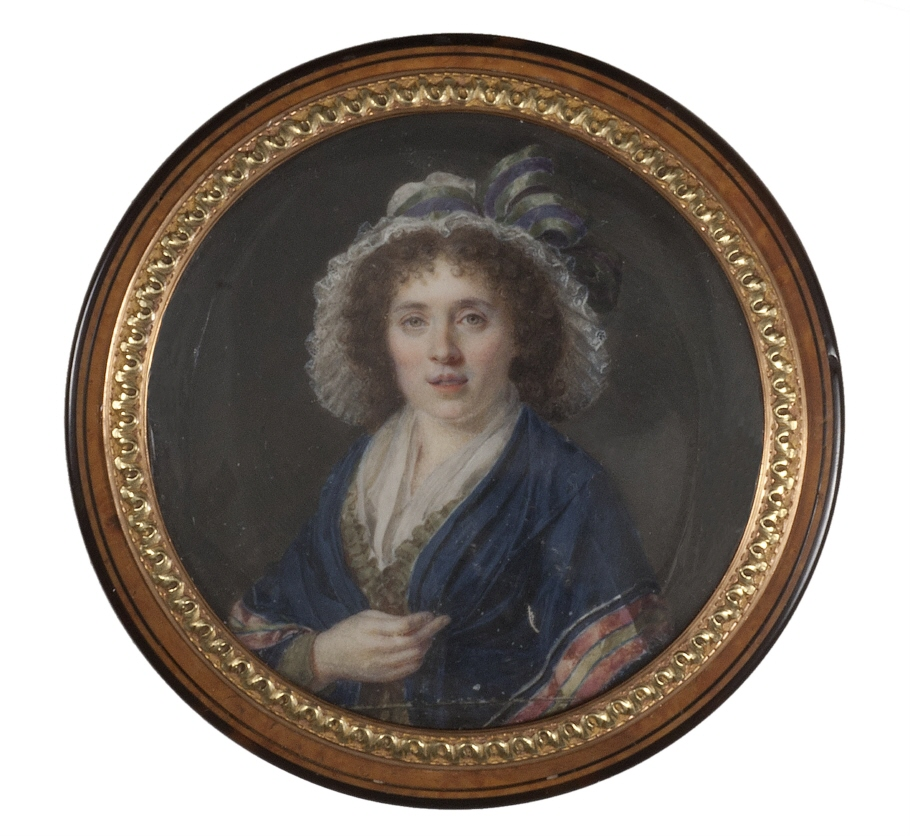
Okänd dam, miniatyr av Jeanne-Philiberte Ledoux, Nationalmuseum, Stockholm, NMB 959